# Scyliorhinus torrei
Scyliorhinus torrei är en hajart som beskrevs av Howell Rivero 1936. Scyliorhinus torrei ingår i släktet Scyliorhinus och familjen rödhajar. IUCN kategoriserar arten globalt som livskraftig. Inga underarter finns listade i Catalogue of Life.